# Ларсен, Артур
Артур Дэвид (Арт, Таппи) Ларсен (англ. Arthur David 'Art' Larsen, 'Tappy' Larsen; 17 апреля 1925, Хейвард, Калифорния — 7 декабря 2012, Сан-Леандро, Калифорния) — американский теннисист-любитель, 3-я ракетка мира в 1950 году. Чемпион США (1950) и финалист чемпионата Франции (1954) в одиночном разряде, член Национального (позже Международного) зала теннисной славы с 1969 года.

## Биография
Родился в Хейварде (Калифорния) в семье выходцев из Дании. Спортивные традиции в семье были хорошо развиты — отец Арта был боксёром, а дед бейсболистом. Начал играть в теннис в 11 лет и уже в 14-летнем возрасте выиграл турнир в Олимпийском клубе Сан-Франциско. Игровая карьера Ларсена прервалась на три года, когда в 18 лет он был призван на службу в вооружённые силы США. Участвовал в высадке в Нормандии. По воспоминаниям спортсмена, когда его участок берега попал под бомбы собственной авиации, он оказался единственным выжившим. Продолжал участие в боевых действиях во Франции, Бельгии и Люксембурге.
По возвращении с фронта, как и многие выжившие участники войны, Ларсен испытывал трудности с повторной адаптацией к мирному образу жизни. Ему рекомендовали возобновить занятия теннисом как способ отвлечься от воспоминаний. Поступив в Университет Сан-Франциско, он начал играть за теннисную сборную этого вуза и в 1949 году вместе с ней выиграл чемпионат NCAA.
Лучшие годы теннисной карьеры Ларсена пришлись на первую половину 1950-х годов, когда он стал первым в истории теннисистом, выигравшим все четыре чемпионата США — основной (игравшийся в это время на травяных кортах), на хардовых кортах, на грунтовых кортах и в помещениях (позже этот успех удалось повторить Тони Траберту). Первым из этих турниров он выиграл именно основной — это произошло в 1950 году, когда Ларсен, посеянный под 11-м номером, обыграл в третьем раунде 4-ю ракетку турнира Ярослава Дробного, а в финале — 3-ю ракетку Герберта Флама. В 1952 году он победил Флама в финале чемпионата США на хардовых кортах, а Дика Савитта — в финале чемпионата на грунтовых кортах. Чемпионат США в помещениях он выиграл в 1953 году после победы в финале над Куртом Нильсеном.
Через год после победы на чемпионате США Ларсен дошёл на этом турнире до полуфинала, где проиграл будущему чемпиону Фрэнку Седжмену. В том же году он пробился в полуфинал чемпионата Австралии, где проиграл Кену Макгрегору, а в 1954 году стал финалистом чемпионата Франции, будучи посеян под 12-м номером и уступив в решающем матче сеяному вторым Тони Траберту. На Уимблдонском турнире Ларсен трижды (в 1950, 1951 и 1953 годах) доходил до четвертьфинала. Он также в разные годы побывал в полуфиналах всех четырёх турниров Большого шлема в мужском парном разряде, а в 1955 году выиграл теннисный турнир Панамериканских игр в Мехико, победив в финале аргентинца Энрике Мореа.
С 1949 года Ларсен 8 раз подряд включался в десятку сильнейших теннисистов США, составляемую Ассоциацией лаун-тенниса Соединённых Штатов, заняв в этом рейтинге 1-е место в 1950 году. В рейтинге десяти лучших теннисистов мира он появлялся трижды — в 1950 году (на 3-м месте), 1951-м и 1954-м. Его спортивная карьера, однако, преждевременно оборвалась в 1956 году. 10 ноября этого года спортсмен потерял управление мотороллером на автостраде в Северной Калифорнии и провёл в коме три недели. После аварии он остался частично парализованным и ослеп на левый глаз. Тем не менее ему удалось дожить до 87 лет. Бывший теннисист скончался в Сан-Леандро (Калифорния) в 2012 году. Посмертно в знак признания его воинских заслуг его наградили звёздами за четыре кампании и предали земле в соответствии с процедурой военных похорон. В 1969 году имя Арта Ларсена было включено в списки Национального (позже Международного) зала теннисной славы.

## Финалы турниров Большого шлема за карьеру

### Одиночный разряд (1-1)
| Результат | Год  | Турнир            | Покрытие | Соперник в финале | Счёт в финале           |
| --------- | ---- | ----------------- | -------- | ----------------- | ----------------------- |
| Победа    | 1950 | Чемпионат США     | Трава    | Герберт Флам      | 6-3, 4-6, 5-7, 6-4, 6-3 |
| Поражение | 1954 | Чемпионат Франции | Грунт    | Тони Траберт      | 4-6, 5-7, 1-6           |

## Образ жизни и игровой стиль
По собственным словам Ларсена, после возобновления игровой карьеры страх смерти трансформировался для него в страх поражения. Его психика в целом пострадала достаточно серьёзно. В частности, ему казалось, что у него на плече во время игр сидит чёрный орёл, который выполняет роль его ангела-хранителя; позже он жаловался, что орёл начал сопровождать его и в раздевалку, что уже начинает ему надоедать. Во время финала чемпионата США 1950 года по просьбе Ларсена служители стадиона накрыли тканью мраморных орлов, украшавших центральный корт, чтобы те не нервировали его орла. Патрик Домингес, автор книги «Любовь к теннису», вспоминал о крайней мнительности Ларсена — иногда тот боялся открыть собственную спортивную сумку, так как ему казалось, что там прячутся змеи. Он также сгонял воображаемого орла с плеча, чтобы тот не мешал ему надеть свитер на рубашку. Привычка Ларсена стучать «на счастье» по несколько раз по определённым предметам в определённые дни, с людьми превращавшаяся в похлопывания, принесла ему прозвище «Таппи» (англ. Tappy).
Значительным спортивным успехам не мешал его богемный образ жизни. Он старался ложиться в постель за 10 чесов до очередного матча, но если матч игрался в 2 часа дня, то теннисист отправлялся спать в 4 часа ночи. Француз Жорж Деньо вспоминал, как в 1955 году перед матчем третьего круга между ним и Ларсеном американец провёл большую часть ночи в барах в районе Пигаль. Он отправился в отель в пять утра, съев яичницу с ветчиной и запив её последней за ночь кружкой пива, но уже через несколько часов разгромил соперника со счётом 6:0, 6:2, 6:2. Ларсен мог позволить себе сытно пообедать перед началом матча, а на протяжении игры осушить два десятка банок «Кока-колы». В день он выкуривал до 60 сигарет, иногда даже выходя с сигаретой на корт. Джек Креймер, менеджер профессионального теннисного тура, существовавшего в 1950-е годы отдельно от любительского тенниса, называл поведение Таппи «красивым театром», но отмечал, что из-за него кандидатура Ларсена в профессионалы никогда даже не рассматривалась всерьёз. Чудачества американца испортили ему репутацию в США, В то же время они способствовали популярности в Европе и в особенности в Латинской Америке, где за ним следовали толпы зевак.
В игре Ларсена сочетались высокая техническая точность и боевой дух. Он был первым левшой, выигравшим чемпионат США в послевоенные годы (в последний раз до него этот турнир выиграл левша — Джон Доиг — в 1930 году). На корте Ларсена отличали высокая скорость, быстрая реакция у сетки, надёжная игра с задней линии как открытой, так и закрытой ракеткой и эффективная подача. Особо популярной у французских болельшиков была его способность много раз подряд на протяжении одного розыгрыша заставлять соперника бежать за укороченными мячами.